# 降魔

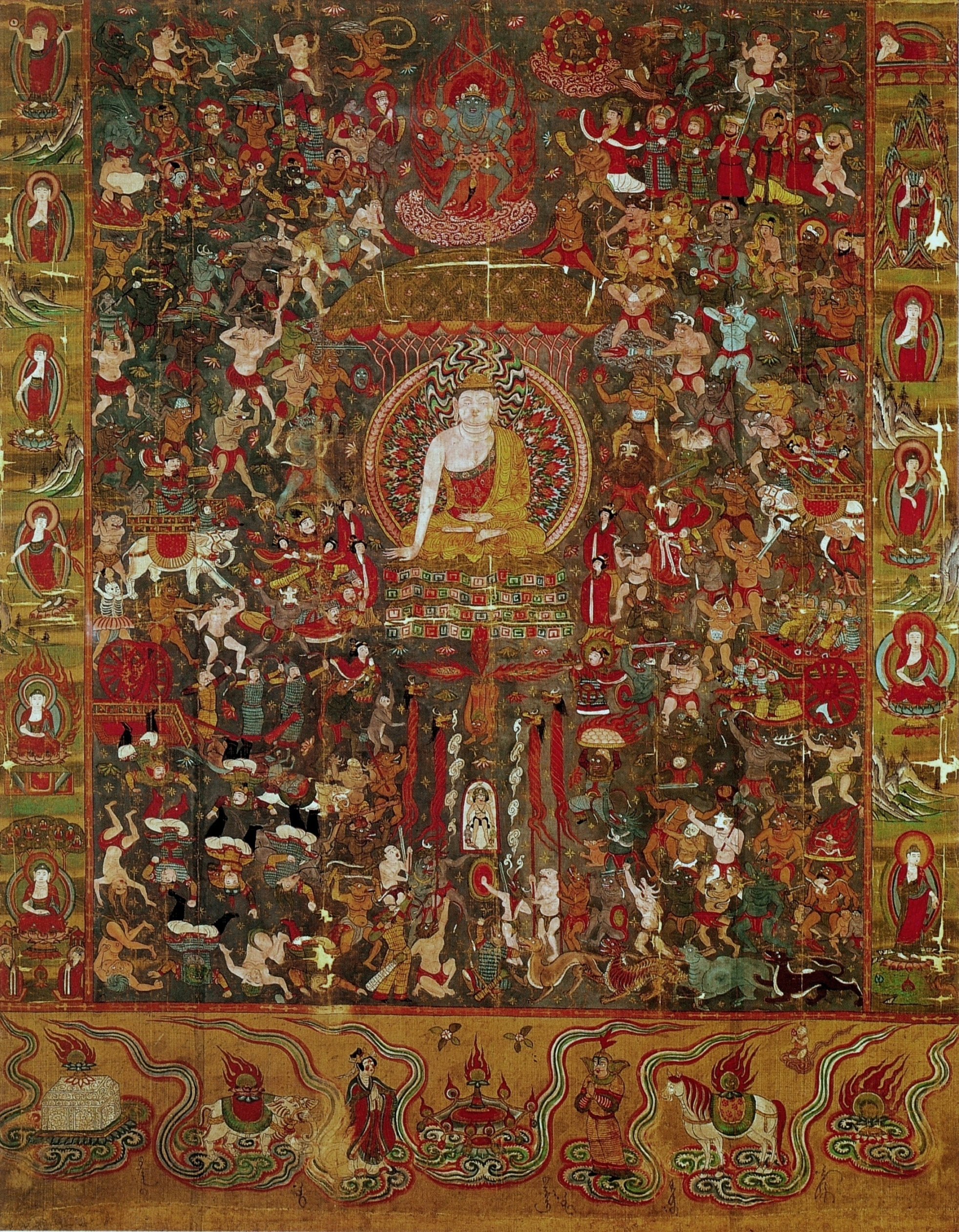
『降魔図』。五代十国時代（10世紀）。甘粛省敦煌出土。

降魔（ごうま）とは、仏教においてマーラ（漢訳:天魔波旬、魔羅、天魔、悪魔）を降す（くだす）、または、マーラの攻撃を退けてマーラに勝つという意味をもつ。これを描いた仏教絵画が降魔図である。
代表的なのが釈尊の降魔成道（ごうまじょうどう）のおり、釈尊が悟りを開くのを邪魔するためにマーラの軍勢が攻撃してきた際に悪魔の攻撃を退けて悪魔に勝利し、成道つまり開悟（悟りを開く）したというエピソードがある。
これは釈尊に限らず悟りを求めて仏陀教団に入門した修行僧全てに待っている試練である。
明代の神怪小説『封神演義』には、韋護の使用する武器として降魔杵が登場する。
俗には、「魔を降臨させる」あるいは「降臨した魔の存在」という意味あいで使用されることもある。

## キリスト教との比較
釈迦の降魔成道の逸話は、キリスト教でのイエスが荒れ野に送り出され悪魔（サタン）の試みを受けたとする荒野の誘惑と比較されることがある。